# 日本エレベーター協会
一般社団法人日本エレベーター協会（にほんエレベーターきょうかい、Japan Elevator Association）は、エレベーター、エスカレーターをはじめとする昇降機関連の業界団体である。

## 概要
1947年に16事業者で任意団体として結成された「エレベータ同業組合」が前身。昇降機業界の事業拡大に伴い、建設省（現国土交通省）が所管する社団法人となる。
2012年、一般社団法人化に際して団体名の「エレベータ」を「エレベーター」に変更した。

## 沿革
- 1947年（昭和22年）- エレベータ同業組合（任意団体）として結成
- 1949年（昭和24年）- 社団法人エレベータ協会設立
- 1961年（昭和36年）- 社団法人日本エレベータ協会に改称
- 2012年（平成24年）4月1日 - 一般社団法人化し、日本エレベーター協会に改称

## 事業内容
昇降機に関する法規徹底・対外活動・調査活動
- 技術資料・会報・機関誌・協会標準集の発行、これらによる関連法規の普及徹底
- 外国機関との連携や情報交換、諸事項についての業界窓口としての対外活動
- 昇降機の年間新設と保守台数、地震による被害状況、改修や保守作業時などにおける事故の調査分析

昇降機の利用者に対する周知活動
- エレベーターの日（後述）を中心とした昇降機利用に関する安全キャンペーンの全国展開
- 昇降機の安全な利用のための周知活動、リーフレットやステッカーの作成

協会員に対する教育・安全推進活動
- 閉じ込め救出訓練、昇降機の基本構造・歴史・法規などの教育講座の実施
- 会員会社における災害防止のための現場安全教育テキストの活用

その他
- 法律・経済問題の中から選ばれたタイムリーなテーマや労働安全衛生に関する講演会の実施
- 法規、技術、市場動向等の調査、関係諸機関からの情報や資料の入手

## エレベーターの日
11月10日を「エレベーターの日」として、安全キャンペーンを行っている。これは本協会が1979年に凌雲閣でのエレベーター公開日（1890年11月10日）にちなんで制定したものである。